# Trovit

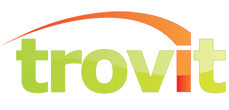
Logo firmy

Trovit (Trovit Search S.L.) – wertykalna wyszukiwarka ofert pracy, nieruchomości oraz samochodów w 20 krajach Europy, Australii, Azji, Ameryki Północnej i Południowej.
W tych trzech sektorach umożliwia zainteresowanemu szukanie ofert znajdujących się na stronach internetowych.
Jest laureatem nagrody 2008 Red Herring oraz finalistą konkursu 2008 Eurecan.
Siedziba główna mieści się w Barcelonie.

## Historia
Firma została założona pod koniec roku 2006 w Barcelonie w Hiszpanii przez Iñaki Ecenarro, Raula Puente, Daniela Giménez i Enrique Domínguez wsparta przez prywatnych inwestorów. Nazwa Trovit pochodzi od czasownika w języku esperanto oznaczającego szukać.
W marcu 2007 roku, jako pierwsza została uruchomiona strona Trovit Hiszpania, a następnie, kilka miesięcy później Trovit UK. Dzisiaj Trovit jest już obecny w 20 krajach: Hiszpanii, Portugalii, Wielkiej Brytanii, Niemczech, Austrii, Szwajcarii, Holandii, Portugalii, Włoszech, Francji, Polsce, Stanach Zjednoczonych, Kanadzie, Brazylii, Meksyku, Argentynie, Chile, Kolumbii, Australii i Indii.
W kwietniu 2008 roku zespół Trovit został mianowany zwycięzcą nagrody Red Herring 2008. Natomiast w grudniu 2008 roku znalazł się wśród finalistów 2008 Eurecan, konkursu organizowanego przez hiszpańską Caja Navarra, nagradzającego najbardziej innowacyjne firmy Europy.

## Strona internetowa
Trovit wyszukuje wszystkie ogłoszenia związane z rynkami pracy, nieruchomości i samochodowym. Można uszczuplać wyszukiwanie używając filtrów specyficznych dla każdego rynku. Jest również opcja otrzymywania powiadomień (przez e-mail lub RSS) o nowych ogłoszeniach.
Wyszukiwarka nieruchomości zintegrowana jest z Google Maps, aby łatwiej móc zlokalizować wystawione na sprzedaż lub wynajem mieszkania lub domy.

## W liczbach
- 31 milionów użytkowników unikalnych – wrzesień 2009
- 23 miliony ogłoszeń – wrzesień 2009
- Obecność w 20 krajach na całym świecie
- 3 wertykale wyszukiwarki (praca, nieruchomości, samochody)

Źródło: Trovit Search S.L.

## Krytyka
Baza danych Trovit jest tak aktualna i dokładna jak dane, które indeksuje od swoich źródeł (portale i strony internetowe), które z kolei zależą od pojedynczych użytkowników zamieszczających swoje ogłoszenia. Jakość ogłoszeń znajdujących się w Trovit zależy zatem od motywacji ogłoszeniodawców do podania potrzebnej informacji w ofercie.